# Parablennius tentacularis
La vieja (Parablennius tentacularis) es un pez marino de la familia de los blénidos en el orden de los Perciformes. Su nombre científico procede del griego: para (al lado de) + blennios (mucosidad) + tentáculos, en alusión a las prolongaciones en la cabeza.

## Hábitat natural
Se distribuye de una forma amplía y es muy común en la costa este del océano Atlántico, desde Portugal al norte hasta Guinea al sur -incluidas las islas Canarias-, así como por casi todo el mar Mediterráneo -excepto algunos puntos del norte de África-, por el mar de Mármara y el mar Negro. Abundante en Ibiza.
Es típicamente encontrado entre 3 y 15 metros de profundidad, sobre sustrato con rocas y vegetación. Su población es común y estable en las zonas por las que se distribuye, por lo que su conservación se considera "de preocupación menor".

## Morfología
Con la forma característica de los blénidos y coloración críptica, son característicos de esta especie los tentáculos que sobresalen de la cabeza, la longitud máxima descrita es de 15 cm.

## Comportamiento
Vive pegado al fondo demersal, en el mar o en agua salobre; los adultos suelen estar en fondos arenosos con rocas y vegetación, escondidos en grietas.
Los machos son territoriales, construyen nidos en las conchas de bivalvos vacías y proporcionan cuidado parental solitario a los huevos hasta que eclosionan, mientras que las hembras se desentienden de su cuidado. Son ovíparos, los huevos están unidos al interior del nido a través de una almohadilla adhesiva filamentosa, que tras eclosionar las larvas son planctónicas en aguas poco profundas.

## Utilización
Su pesca no tiene interés, aunque puede ser usado en acuarios de agua marina.